# Regina Thielemann
Regina Thielemann (* 2. April 1953 als Regina Kuckla in Altenburg) ist eine deutsche Diplom-Journalistin, Dokumentarfilmregisseurin und Sprecherin der Landeshauptstadt Potsdam.

## Leben und Wirken
Regina Thielemann begann ihre berufliche Laufbahn mit einem Volontariat beim Fernsehen der DDR. Von 1972 bis 1976 studierte sie Journalismus an der Universität Leipzig. Anschließend arbeitete sie als Reporterin für die Aktuelle Kamera. Ab 1979 war sie für das DEFA-Studio für Dokumentarfilme tätig und wirkte zunächst in der für Auslandspropaganda zuständigen Produktionsgruppe Camera DDR. Thielemanns erster dokumentarischer Kurzfilm, den sie als Regisseurin verantwortete, trägt den Titel Rehabilitation und wird als DDR-Magazin 1979/12 vorgeführt. Der Film zeigt wie Menschen mit körperlicher und geistiger Behinderung in der DDR integriert werden. Regina Thielemanns Filme eint, dass sie sich weitgehend unkritisch mit dem Leben in der DDR auseinandersetzen. „Schöne Bilder einer Welt ohne Schrammen, ohne Risse“, heißt es in einen 2019 erschienenen, biografischen Aufsatz über die Regisseurin.
Ab 1987 wirkte Thielemann als Redaktionsleiterin am DEFA-Dokumentarfilmstudio. Bis November 1994 war sie bei der aus der DEFA hervorgegangenen DOKFILM Gesellschaft für die Akquise neuer Projekte in leitender Position tätig. Spätestens 1999 wurde sie Verantwortliche für Presse- und Öffentlichkeitsarbeit und Stadtsprecherin der Landeshauptstadt Potsdam. Im Mai
2013 ging sie in den Ruhestand und trat als Reiki-Meisterin in Erscheinung. Sie gab auch Behandlungen und Kurse am Klinikum Ernst von Bergmann in Potsdam.

## Filmografie (Auswahl)
Der am meisten beachtete Film von Regina Thielemann ist Berlin – Bauplatz der Jugend von 1982 über die Beteiligung Jugendlicher der FDJ am Neubau in Berlin-Marzahn, der mehrmals in neueren Filmretrospektiven gezeigt wurde.
Regie
- 1979 DDR-Magazin, Nr. 12
- 1980 Ein Haus für Kinder, auch Drehbuch
- 1981 Eine Berliner Arbeiterfamilie, auch Drehbuch
- 1982 Berlin – Bauplatz der Jugend[5]
- 1983 Spreegeschichten
- 1984 Parlamentarier in der DDR[6]
- 1985 Sorge um Mutter und Kind, auch Drehbuch[7]
- 1988 Zeitzer Kongreß
- 1989 Wasser für Max
- 1989 Pfingsten
- 1990 Lebensbrüche[8]

Drehbuch
- 1989 Um des Lebens willen